# スティグ・テフティン
スティグ・テフティン（Stig Tøfting、1969年8月14日 - ）は、デンマークの元サッカー選手。元デンマーク代表。ポジションはミッドフィールダー。

## 来歴
1993年にデンマーク代表デビュー。1998 FIFAワールドカップでは2試合に出場、ベスト8となった。2大会連続の出場となった2002 FIFAワールドカップでは全4試合に出場しベスト16だった。デンマーク代表で44試合に出場、2得点をあげた。

## 代表歴

### 出場大会
- デンマーク代表
  - 1998 FIFAワールドカップ
  - 2002 FIFAワールドカップ

### 試合数
- 国際Aマッチ 44試合 2得点（1993年-2002年）[1]

| デンマーク代表 | 国際Aマッチ | 国際Aマッチ |
| 年             | 出場        | 得点        |
| -------------- | ----------- | ----------- |
| 1993           | 2           | 0           |
| 1994           | 0           | 0           |
| 1995           | 0           | 0           |
| 1996           | 1           | 0           |
| 1997           | 3           | 0           |
| 1998           | 3           | 0           |
| 1999           | 10          | 2           |
| 2000           | 9           | 0           |
| 2001           | 9           | 0           |
| 2002           | 7           | 0           |
| 通算           | 44          | 2           |